# Kawasaki Ki-88
Il Kawasaki Ki-88 (川崎 キ 88?) fu un aereo da caccia monomotore, monoplano ad ala bassa sviluppato dall'azienda giapponese Kawasaki Kōkūki Kōgyō, la divisione aeronautica della Kawasaki Heavy Industries, durante la prima metà degli anni quaranta e rimasto ai primi stadi di sviluppo.
Concepito su ispirazione dello statunitense Bell P-39 Airacobra, ne riproponeva l'insolita configurazione che prevedeva la collocazione del motore dietro alla cabina di pilotaggio con un lungo albero di trasmissione che trasmetteva il moto all'elica posta convenzionalmente sul naso del velivolo.
Benché fosse stata iniziata la costruzione di un mockup in scala 1:1, dato che i calcoli teorici prevedevano prestazioni di poco superiori a quelli offerti dal Kawasaki Ki-61 già in servizio si ritenne inutile proseguire gli studi preliminari interrompendone lo sviluppo.

## Utilizzatori
Giappone
- Dai-Nippon Teikoku Rikugun Kōkū Hombu (previsto)